# Виджаянти, Линдри Джун
Ли́ндри Джун Виджая́нти (индон. Lindri Juni Wijayanti; род. 16 июня 1963) — индонезийская шахматистка, международный мастер среди женщин (1993), четыре раза побеждала на чемпионате Индонезии по шахматам среди женщин (1984, 1988, 1990, 1991).

## Биография
Линдри Джун Виджаянти четыре раза выигрывала чемпионат Индонезии по шахматам среди женщин: в 1984, 1988, 1990 и 1991 годах. В 1993 году она участвовала в межзональном турнире по шахматам среди женщин в Джакарте, где заняла 33-е место. 
Восемь раз представляла сборную Индонезии на шахматных олимпиадах (1982-1996) и в 1992 году выиграла индивидуальную серебряную медаль на второй доске.
В 1993 году она была удостоена ФИДЕ звания международного мастера среди женщин (WIM).

## Изменения рейтинга
| Графики недоступны из-за технических проблем. См. информацию на Фабрикаторе и на mediawiki.org. |